# Fraterno Lluch Tudurí

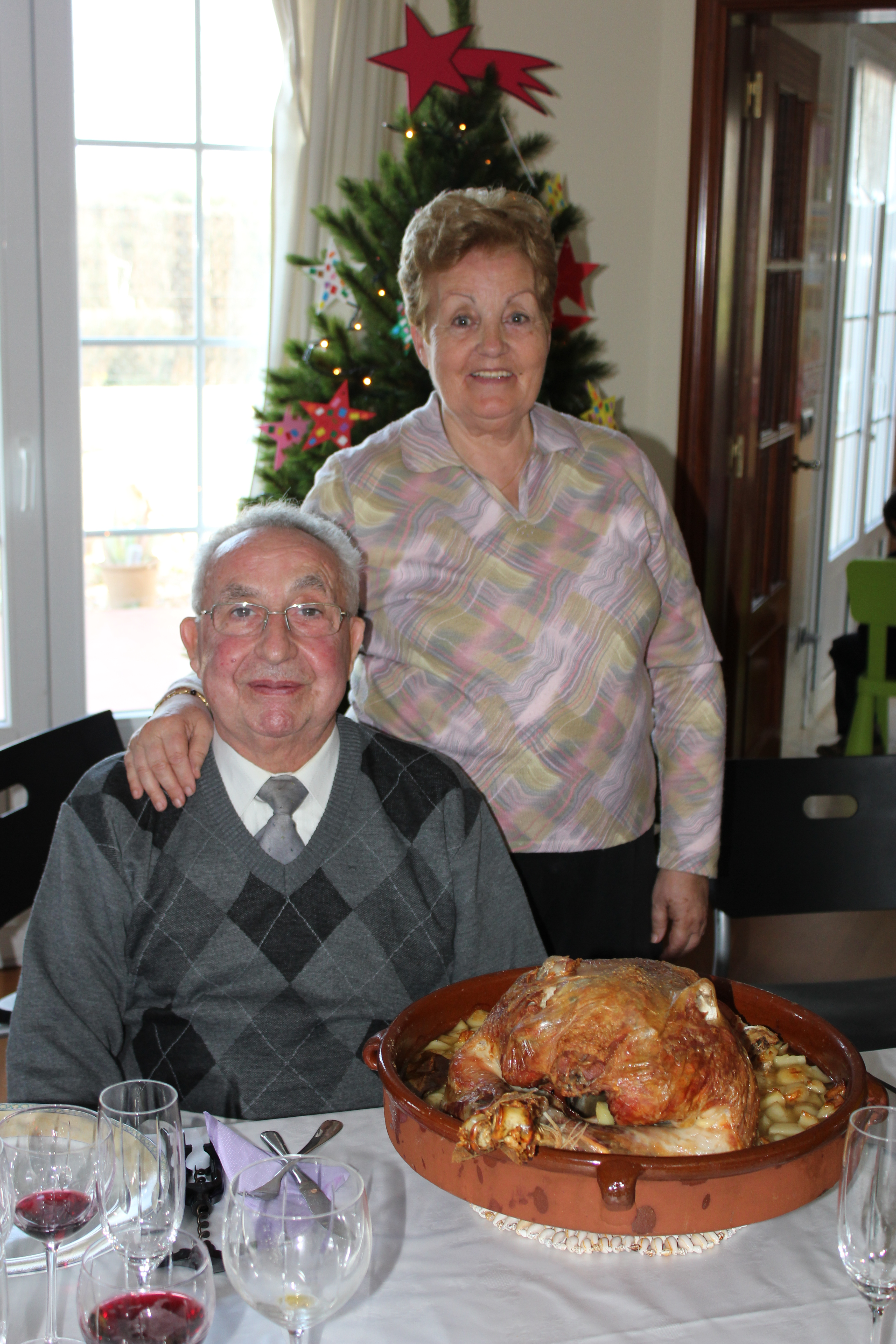
Fraterno Lluch Tudurí i la seva dona, Pilar Dubon Pretus, el dia de Nadal de 2011

Fraterno Lluch Tudurí (Maó, 1938 – Maó, 2019). Fou director gerent de la Cooperativa Farmacèutica Menorquina (COFARME).
Fou el quart fill del matrimoni format per Jaume Lluch Mesquida i Magdalena Tudurí Pujol.  Les seves germanes foren Alejandrina (casada amb en Mevis, conegut com en Dinero, que tocava el flabiol a les colcades de Maó i d’altres pobles de l’illa), Erundina i Minerva (de sa Penya).
El seu pare, Jaume, era sabater de banqueta.  Sabia llegir i escriure, tot i que només va acudir uns pocs mesos a classes nocturnes. Durant la Guerra Civil es va encarregar d’organitzar la Plaça (el mercat de queviures).  Després de la Guerra, li varen oferir una plaça d’ordenança al Govern Militar a Maó, que va refusar per motius ideològics.  Durant la postguerra, i abans també, va fer distints treballs per poder subsistir.  En aquella època amb els pocs ingressos disponibles, es pagaven els deutes amb les botigues de queviures i tornava a iniciar-se el cicle.  A partir dels 12 anys, la paga del seu fill Fraterno, va contribuir a millorar la minsa economia familiar.  La necessitat de contribuir a l’economia familiar i  la condició de discapacitat del seu pare (era coix des de la infantesa, per un tumor que li varen operar i que li va deixar una cama més curta que l’altre i feia servir una sabata amb una ostensible alça), va fer que es pogués lliurar del Servei Militar Obligatori.
Fraterno, després d’estudiar a l’escola Sa Graduada i preparar-se en comptabilitat, va rebre la proposta de fer feina en el món de la farmàcia com aprenent.   D’aquells primers anys a una farmàcia va anar ocupant càrrecs de més responsabilitat fins que, un cop constituïda la Cooperativa. Farmacèutica Menorquina,  i després de formar-se, en va arribar a ser el director gerent.  Com a ell li agradava dir: “El responsable d’una empresa ha de ser el primer que arriba i el darrer que se’n va”.  I de sobre complia amb el seu deure.  Fins i tots, en els any 70 del segle passat, cada diumenge anava fins Ciutadella i altres pobles, per recollir les comandes i preparar-les el dilluns.
Atent a les millores tecnològiques, va informatitzar i automatitzar els processo de gestió de la Cooperativa.  Va dirigir el canvi de seu de la cooperativa, des del carrer de sa Lluna, 10 dins Maó al Polígon Industrial, impulsant la construcció d’una nau industrial i l’automatització amb robots de magatzem.  Després de jubilar-se encara continuà la seva relació amb l’empresa fins els 70 anys, per garantir l’aprenentatge i continuïtat del projecte.
Després de jubilar-se, va dedicar-se a l'atenció del néts, a partir en càrrecs de responsabilitat de l'església, a cantar en diversos cors i mantenir-se crític amb temes d'actualitat, publicant diversos articles en premsa
Família
Es va casar el 1963 amb na Pilar Dubon Pretus, germana major de Diego Dubon Pretus i Maria Lluïsa Dubon Pretus i va tenir 6 fills: Santiago, Nando (Ferran Dídac), Carlos, Enric, Miquel Joan i Mari Gràcia.  La seva dona i la seva família varen ser el centre de la seva vida.  Es va preocupar de reunir la família i la va mantenir cohesionada quan els fills iniciaren les seves pròpies famílies.  Sempre va estar a disposició d’atendre els fills i els 12 nets que va tenir.
Aficions
De jove va jugar en el CF Menorca i, de llavors ençà, li agradava el futbol.  El seu fill Enrique i alguns dels seus nets (Enric, Diego i, sobretot, Àlex) en són bons jugadors.
De sempre li agradà la música, particularment l’òpera.  Va cantar en distints grups d’església i en agrupacions vocals, quan es va jubilar.  Com en tot el que feia, també quan cantava hi posava el cor.
Li agradava la pesca. Quan els seus fills eren petits els duia a pescar amb canya a sa Punta d’en Gallerut i al Canal, principalment, cada setmana quan feia bon temps.  També li agradava molt anar a pescar raons.
Església
Fraterno fou un home creient.  I no només practicant, sinó implicat en la vida de l’Església catòlica.  Aquest és un fet bastant excepcional, si tenim en compte que provenia d’una família d’arrel anarquista.
D’infant ja va participar en activitats catequètiques  i va ser el President juvenil d’Acció Catòlica. 
Posteriorment, quan els fills ja eren un poc més grans, va convertir-se, com també la seva dona, en catequista d’Acció Catòlica.
També va participar en les activitats dels Equips de la Mare de Déu, que es reuneixen periòdicament un petit grup de matrimonis guiats per un capellà, que cerquen el creixement del matrimoni en la fe, a través del diàleg, l’oració i la formació. Els equips publicaren un recordatori de la seva mort en la seva revista
Quan es va jubilar, va ser president de Vida Creixent de Menorca. Aquesta agrupació vol reforçar la participació en la fe en les darreres etapes de la vida.
El final de la seva vida va venir marcada pel càncer.  Un càncer de pròstata que va metastatitzar a la bufeta, ossos, pulmons i fetge i li causaren la mort.
Les seves cendres descansen al cementeri de Maó, al pavelló de la família Dubon.
En definitiva, un home que va ser un exemple de la vida laboral, familiar i religiosa i en el moment de la malaltia.
1. ↑  Portella Coll, Josep. «Bartomeu Deyà: fabioler de sempre - Secció de Cultura - es Diari» (en català).   Institut Menorquí d'Estudis, 08-09-2017. [Consulta: 8 abril 2025].
2. ↑  Sintes, Adoltf «Josep Vinent, el fabiloer precursor». Menorca - es Diari - Secció Cultura
L'URL correspon a la recopilació de l'Institut Menorquí d'estudis, 29-08-2020, pàg. Pàg 3.
3. ↑  Camps, Sonia Marquès. «El fabioler Bartomeu Deyà ja té el seu gegant», 04-09-2022. [Consulta: 8 abril 2025].
4. ↑  Muntaner i Mariano, Lleonard (coordinador). La distribución farmacéutica al servicio de las Islas Baleares (1931-2008) (en castellano).  Palma: Lleonard Muntaner, Editor, 15/07/2008, p. Pàgs. 52 i 53. ISBN 978-84-96664-98-2.
5. ↑  Lluch Tudurí, Fraterno «L'equitat sanitària no arriba al transport públic: som un ciutadà com els altres?». Diario de Menorca, 04-09-2013.
6. ↑  Redacción «Actividades catequísticas». Menorca: Diario Insular de la Falange Española Tradicionalista y de la JONS, 10-11-1949.
7. ↑  Redacció «Han estat cridats a la Casa del Pare». Vida dels Equips. Núm. 58. Juny de 2019, 01-06-2019.
8. ↑  Pons, Mercè «Necessitem que gent més jove es vinculi a Vida Creixent». Diario de Menorca - Entrevista, 19-06-2013.
9. ↑  «Vida Creixent» (en català).   Associació Vida Creixent. [Consulta: 4 abril 2025].
10. ↑  Lluch Dubon, Ferran Dídac «Una aproximació al patró actual de la mortalitat general i de la Tercera Edat a les illes Balears  - Dedicatòria». Anuari de l'envelliment de les Illes Balears. 2017. Universitat de les Illes Balears, 11-11-1917.
11. ↑  Torres Molina, Marta «El cáncer, la primera causa de muerte en las Pitiusas». Diario de Ibiza, 21-11-2017.